# 布齊基夫卡
49°55′35″N 35°47′11″E / 49.92639°N 35.78639°E
布齊基夫卡（烏克蘭語：Буцьківка）是位於烏克蘭東部的村莊，由哈爾科夫州博霍杜希夫區的瓦爾基市鎮負責管轄。該村始建於1695年，面積6.26平方公里，海拔高度212米，2001年人口177，人口密度每平方公里28.3人。